# بريسيلا غالواي
بريسيلا غالواي هي كاتبة للأطفال وكاتِبة كندية، ولدت في 1930.